# 阿拉伯馬
阿拉伯馬是馬的一個品種，阿拉伯馬的頭形獨特，尾巴高聳，容易分辨，分散在世界各地，包括美加、英國、澳洲、歐洲、南美洲及其起源地中東。

## 特徵

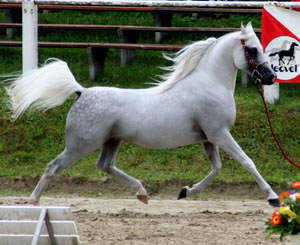
純種的阿拉伯馬，可見牠彎曲的頸部、水平的臀部及高聳的尾巴。

阿拉伯馬的頭部像楔子，前額闊，有大的眼睛及鼻孔，吻小，有明顯的凹下形狀。很多阿拉伯馬在眼睛間有細小的前額凸，可以令靜脈竇加大，幫助牠們在乾旱的沙漠生活。牠們的頸部彎曲，喉勒上的氣管很大。最優質的阿拉伯馬有很長的喉勒，可以提供馬勒足夠的靈活性。
阿拉伯馬的臀部較長及平，尾巴高聳。優質的阿拉伯馬的臀部很深及起角，肩膀向上。大部份阿拉伯馬都有短小的身體。一般的阿拉伯馬有6節腰椎及18對肋骨，但有一些卻只有5節腰椎及17對肋骨，故細小的阿拉伯馬都能輕易的背上重物。牠們的骨頭緊密及強壯，腳掌健全，及有好的馬蹄壁。牠們有好的耐性。在國際水平的賽事中，牠們都是主要的馬種。阿拉伯馬後肢肌肉強壯，適合競技，也有肌肉較長及幼適合耐力賽或賽馬的品種。

### 體形
阿拉伯馬的標準高度是14.1-15.1手寬（即約1.4-1.5米）。無論任何高度的阿拉伯馬都分類為馬，而非PONY小馬。牠們的大小很適合不同種類的馬術比賽，但對於較多剪力負荷的工作，如耕種等，則不太合適。

### 性情

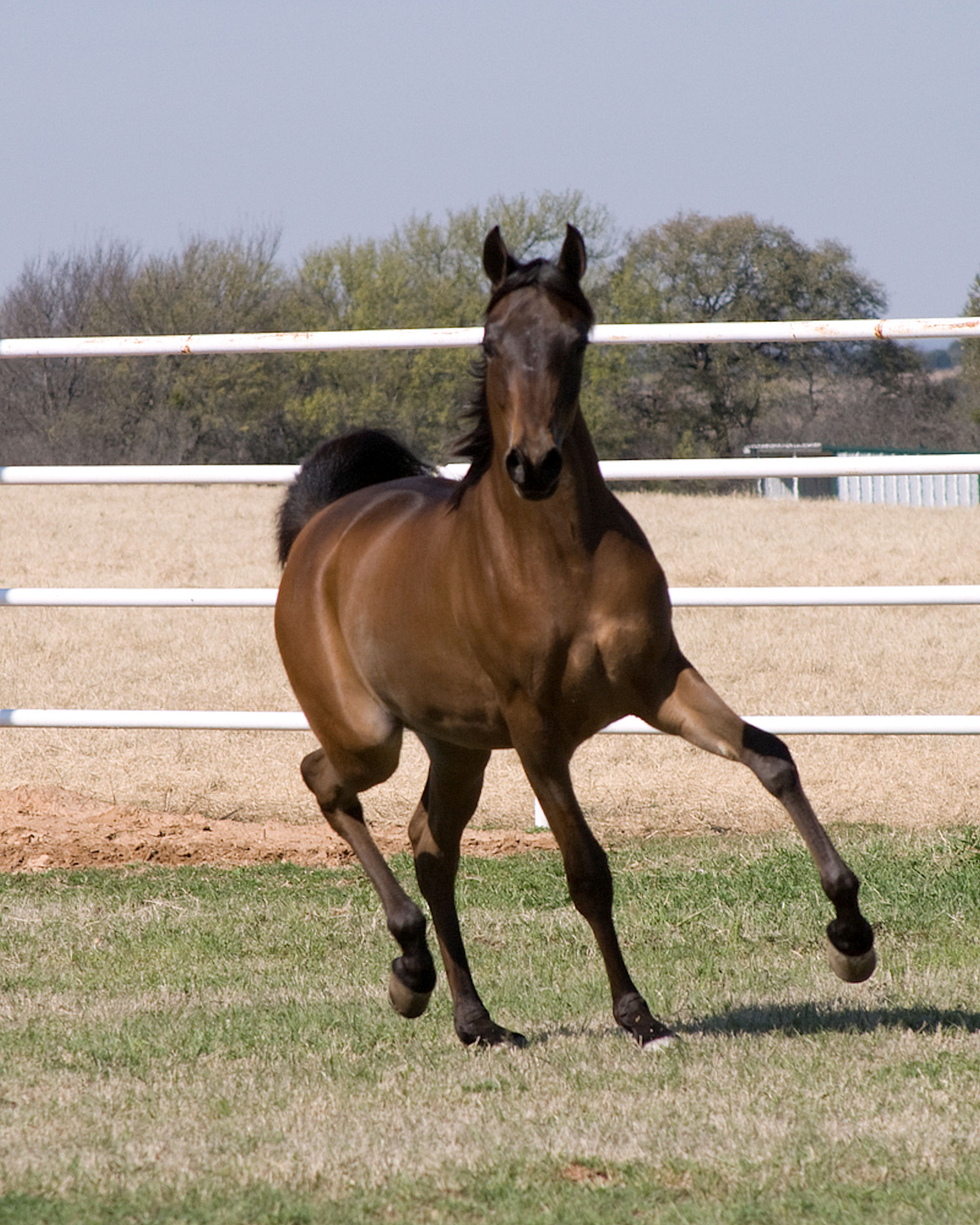
阿拉伯馬有高的智力及活躍的性情。

幾個世紀以來，沙漠中的阿拉伯馬都與人類有聯繫。獲加獎的戰馬有時會為保障及防盜的緣故而留在主人的帳棚裡，與主人們一同生活。擁有美好體態的馬種才可以繁殖。阿拉伯馬的性格溫和，是其中一種適合展示給兒童的馬種。
阿拉伯馬與一些適合奔馳的品種，如純種馬及柏布馬，同屬熱血種。阿拉伯馬的敏感性及智力令牠們學習得很快及容易與騎者溝通。但是，牠們也很易染上惡習，且不能忍耐不當的訓練。
一些人認為訓練阿拉伯馬等熱血馬是很困難的。不過，大部份阿拉伯馬的天性都傾向與人類配合，除非受到很差的待遇，牠們才會出現過份緊張或焦急的情況。一些傳說更給予阿拉伯馬接近神聖的象徵。

### 毛色

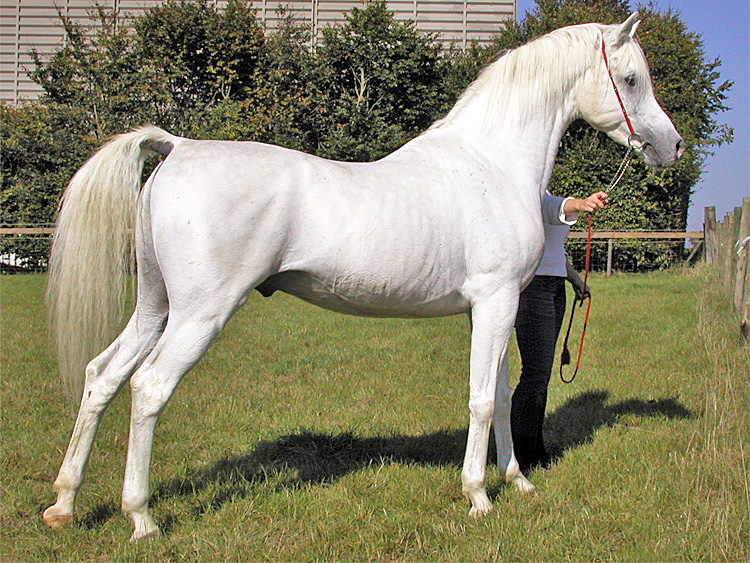
灰色的阿拉伯馬，可見白色的毛皮及黑色的皮膚。

阿拉伯馬協會（The Arabian Horse Association）指純種阿拉伯馬毛色有騮毛色（棗紅色）、灰色、栗色、黑色及菊花青色。騮毛色、灰色及栗子色最為普遍，黑色則很少有，而菊花青色更可能並不存在。所有阿拉伯馬不論甚麼毛色，皮膚都是黑色的，可以保護身體免受沙漠陽光的灼傷。
雖然有些阿拉伯馬的毛色看似白色，但這種毛色是源自於其灰色基因，所以實際上是灰色來的。但亦有極少的阿拉伯馬是白色的，有粉紅色的皮膚及深色的眼睛，這可能源於DNA的無義突變（Nonsense mutation）。
就一種在肩膀上有紅色斑點的阿拉伯馬，在貝都因人中流傳著多個不同的傳說。其中一個是指先知穆罕默德在一次戰爭中受了傷，所騎乘的灰色馬救他回到陣營中。而穆罕默德所流的血則濺在這匹馬的毛皮上，成為了牠永久的印記。自此真神阿拉就認為這是最優秀的馬種。
純種的阿拉伯馬亦有斑點的毛色，稱為Sabino。Sabino基因會令阿拉伯馬在腳上、腹部或面部等位置長出白色的斑紋或斑點。很多阿拉伯馬都有少量至中等的Sabino特徵。而身體上有超過50%白色的阿拉伯馬則屬於極度的Sabino。有研究顯示阿拉伯馬的Sabino基因與其他白馬品種的常染色體顯性基因「SB1」或「Sabino1」是不同的。
在古埃及的器皿及墓穴中發現了一些有斑點的古代阿拉伯馬繪畫。不過，純種的阿拉伯馬除了Sabino基因外，並沒有美國花馬或阿帕盧薩馬的斑點基因。斑點或過多的白色相信是非純種的記號。此外，純種阿拉伯馬沒有稀釋基因，所以牠們並沒有兔褐色、乳白色、淡紅色、巴洛米諾色（金黃色）或海騮色（鹿皮棕色）。
要保有阿拉伯馬的特徵，及擁有非純種毛色的品種，必須要與其他品種進行混種。雖然純種的阿拉伯馬只有少數的毛色，但是卻沒有桃花馬的基因，故此阿拉伯馬亦不會產下患有致命白斑症（Lethal white syndrome）的小馬。事實上，阿拉伯馬一般是用來作為基因研究的比對。不過混種的阿拉伯馬亦有可能從非阿拉伯馬的雙親中遺傳這種基因。

### 遺傳病
已知阿拉伯馬有4種遺傳病，相信是與從雙親中遺傳的體染色體的隱性情況有關，而不是與性別有關。另外兩種遺傳情況並不一定會引致死亡，但卻會殘廢。這6種致命的遺傳病為嚴重複合性免疫不全（Severe Combined Immunodeficiency）、小腦性生活力缺失（Cerebellar abiotrophy）、毛色稀釋症（Lavender Foal Syndrome）、寰枕樞椎畸形（Occipital Atlanto-Axial Malformation）、幼馬癲癇（Equine juvenile epilepsy）及耳咽管憩室氣腫（Guttural Pouch Tympany）。

## 神話傳說
阿拉伯馬是很多傳說及神話的主題，尤其是牠們的起源。其中一個是穆罕默德在沙漠經歷一段長途旅程後，解開了馬群前去綠州喝水。在到達水源前，穆罕默德突然呼叫馬群回來。當中只有5匹馬有回應。由於牠們的忠誠，回到了主人身邊，而成為了穆罕默德的座騎，並稱為五大血統（Al Khamsa）。雖然五大血統只是一種傳說，不過仍有稱貝都因人的阿拉伯馬是源自於五大血統的。
另一個故事是有關示巴女王贈送了一匹阿拉伯馬給以色列的所羅門王。另一個說法是指所羅門王將其有名的座騎，送給了Banu族人。這匹馬比斑馬及瞪羚跑得更快，每次打獵都能成功，故阿拉伯人認為牠是傳說的馬匹。
阿拉伯馬起源的傳說可以追溯至亞伯拉罕兒子以實瑪利的時代。天使加百利從天上下來，叫醒了以實瑪利，避開狂風的吹襲。加百利命令狂風止住，狂風則現出一匹馬的形狀，貌似將大地吞下。故此，貝都因人稱第一匹阿拉伯馬為「風的飲者」。
貝都因人相信阿拉以四風來創造了阿拉伯馬，這四風即活躍的北風、力量的南風、高速的東風及智慧的西風。阿拉說：「阿拉伯馬啊！我創造了你。在你的額毛上綁上了勝利。在你的背上裝上了豐富的掠物，在你的腰間有寶物。我立你為地上的尊榮之一…我賜予你沒有翼也可以飛行。」在另一個版本中，阿拉向南風說：「我要從你創造一物。」南風於是收縮形成一物，阿拉將這物作成一匹騮毛色或栗色的動物。阿拉說：「我稱你為馬，為阿拉伯馬，賜予你螞蟻的栗色。我將喜樂掛在你的額毛上，你是其他動物的主人。你無論往哪裡去，人都要跟從你。你可以沒有雙翼而飛行。豐富在他的背上，幸運從你的沉思而來。」

## 起源

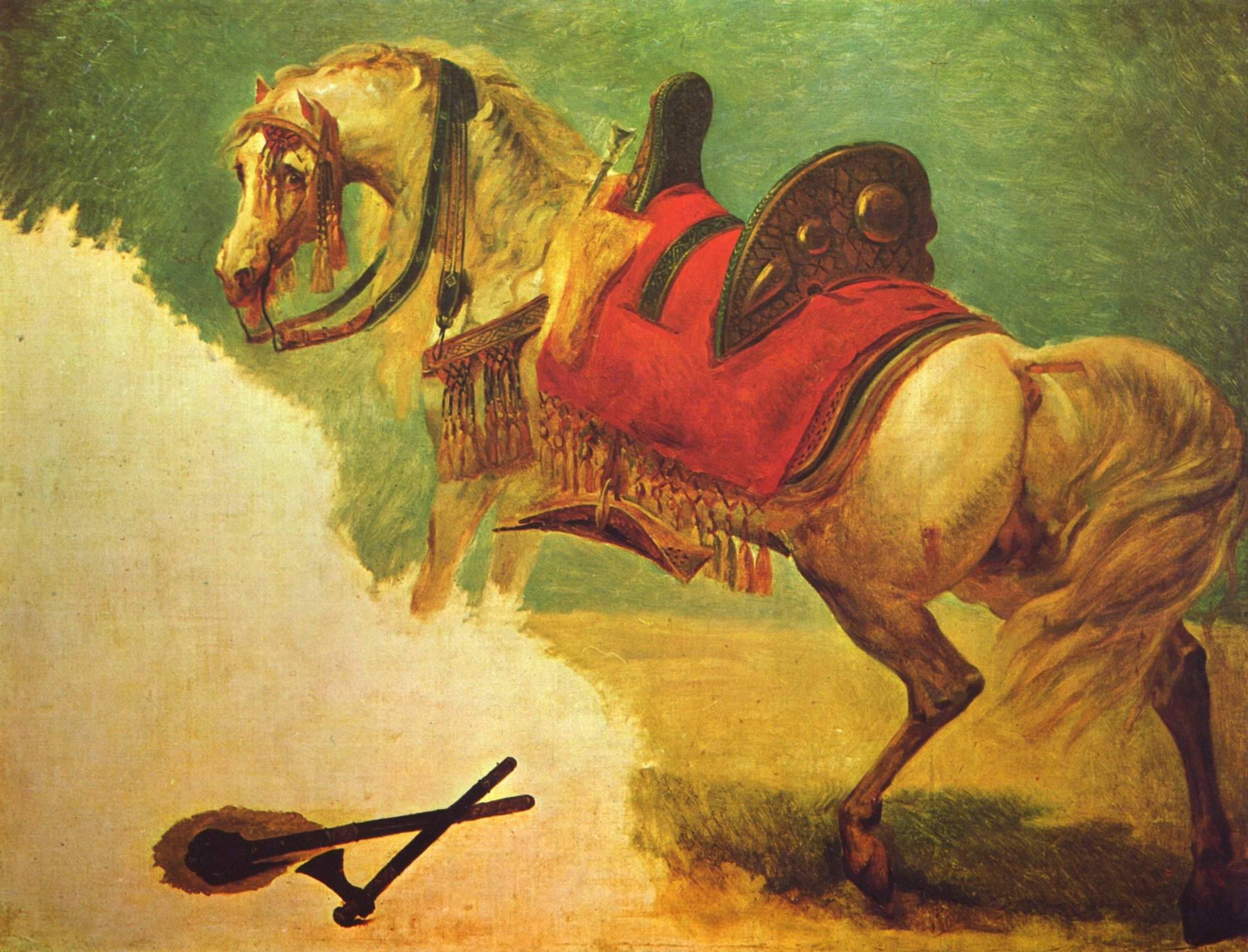
沙漠中的阿拉伯馬。

阿拉伯馬是最古老的馬種之一。其祖先稱為「東方亞型」或「原始阿拉伯馬」，有著與現今阿拉伯馬相似的東方特徵。這些祖先在阿拉伯半島發現屬於公元前2500年的石洞壁畫中也有出現。在古近東的藝術品中，都經常有頭部優雅及尾巴高聳的馬匹出現，如於公元前16世紀逐出喜克索斯人的古埃及。

### 沙漠起源
阿拉伯馬祖先原先居住的地方卻有不同的理論。大部份證據都指「原始阿拉伯馬」或「東方亞型」是來自新月沃土的北邊。其他則指是來自阿拉伯半島西南部，即現今的也門，因為相信於冰河時期，這些地方是肥沃的草原。
一些學者指阿拉伯馬是馬的亞種，學名為equus caballus pumpelli。但是另外一些學者卻相信阿拉伯馬是馬的4個創始亞型之一，擁有適合生活環境的特徵。其他相似（非相同）的品種有印度的馬瓦里馬、北非的柏布馬及土庫曼的阿克哈·塔克馬。
阿拉伯馬的原型可能是由居住在阿拉伯半島的人，即現今的貝都因人所馴養，後來他們於4000-5000年前學懂了使用駱駝。其他學者卻指這類馬在新月沃土很普遍，但在伊斯蘭興起前的阿拉伯半島卻甚少見到牠們，故相信到了7世紀波斯人成為伊斯蘭教徒後，將培育馬匹及馬術的知識帶給貝都因人，後來才有大量繁殖。

### 品種及世系

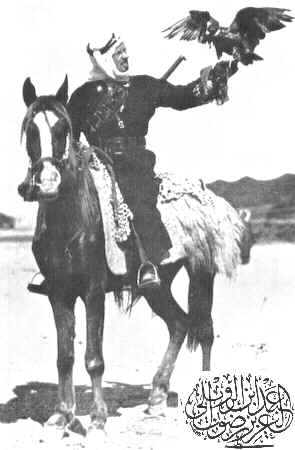
卡爾·拉斯萬（Carl Raswan）騎上阿拉伯馬。

幾百年來，貝都因人都以口傳方式記下每匹阿拉伯馬的血統，並禁止純種與非純種之間的配種。阿拉伯雌馬最為珍貴，而阿拉伯馬的系譜都是按母系來計算。貝都因人並不相信騸馬（即閹馬），因為他們覺得騸馬難以馴養，故他們只會保存小量的雄性小馬，大部份都會被賣走，質素參差的則被淘汰。
貝都因人隨著時間而發展了幾個阿拉伯馬的亞型，擁有個別獨有的特徵。這些品種都是以母系來追溯，而非父系。根據阿拉伯馬協會，五個主要的血統包括Keheilan、Seglawi、Abeyan、Hamdani及Hadban。另外亦有一些亞型或變異。故此，很多阿拉伯馬都並非只是單單的純種，而是進一步在系譜上純種。阿拉伯馬血統上的純正對貝都因人非常重要，因為他們相信先父遺傳，認為不純正的血統會污染其後裔。卡爾·拉斯萬（Carl Raswan）相信只有三個血統，即雄糾糾的Kehilan、溫柔的Seglawi及快速的Muniqi。
貝都因人後來採用文字紀錄阿拉伯馬的系譜，中東最早有阿拉伯馬的紀錄出現於1330年。但是根據線粒體DNA的研究發現，同一血統的阿拉伯馬未必擁有同一母系祖先。

## 歷史發展

### 古文明

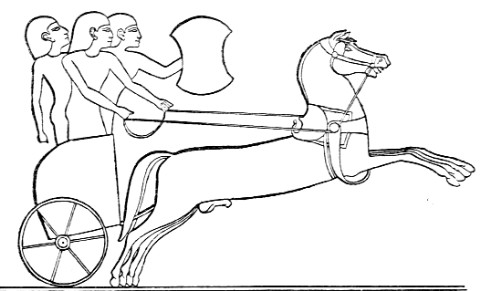
赫梯戰車。

在古埃及及美索不達米亞，有圓拱頭部及高聳尾巴的戰馬在戰爭中或狩獵中拉著戰車是很普遍的圖畫。而擁有東方色彩的馬匹圖畫亦在古希臘及羅馬帝國出現。在古近東這些馬匹並非稱為阿拉伯馬，要到前500年，波斯人才稱牠們為阿拉伯馬。這些原始阿拉伯馬或東方馬擁有現今阿拉伯馬的特徵，如在西奈半島發現屬於前1700年的馬匹骨骼，就擁有與阿拉伯馬相同的楔形頭部、大眼窩及細吻。

### 伊斯蘭

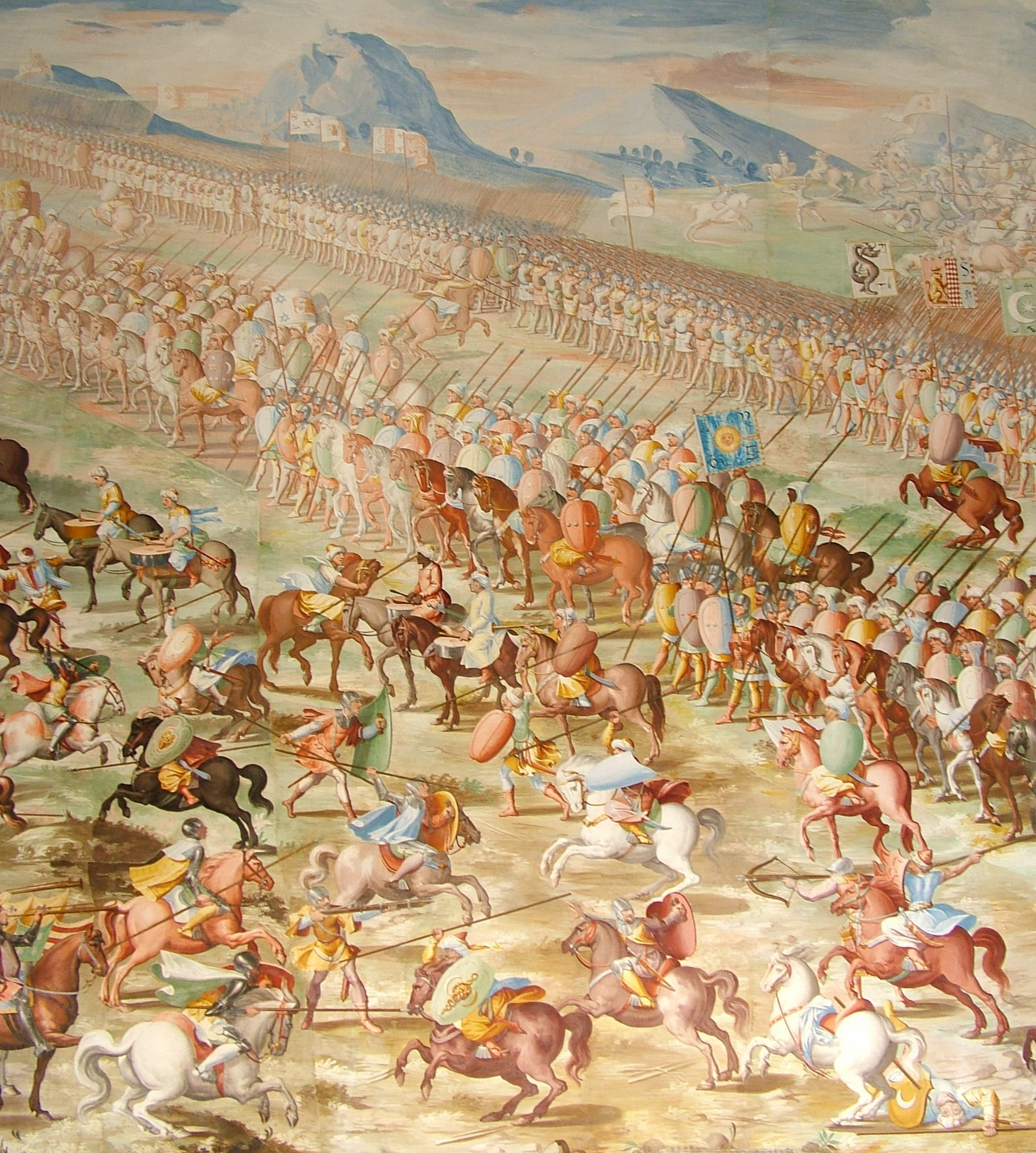
1431年西班牙人與格拉納達的蘇丹穆罕默德九世發生伊蓋瑞拉之戰。可見阿拉伯馬高聳的尾巴。

於622年希吉拉之後，阿拉伯馬開始分佈已知的世界各地，並在中東及伊斯蘭歷史中有重要角色。630年前，穆斯林大大影響著中東及北非。711年前，穆斯林戰士到達西班牙，於720年前控制了大部份的伊比利亞半島。他們所騎乘的正是阿拉伯馬及柏布馬。
奧斯曼帝國於1299年興起後控制了大部份中東。雖然從未達至阿拉伯半島的心臟，這個土耳其帝國獲得了卻很多阿拉伯馬。奧斯曼鼓勵成立私立的育馬場，以確保戰馬的來源。奧斯曼貴族，如穆罕默德·阿里（Muhammad Ali of Egypt），會收藏純種的阿拉伯馬。有紀錄指納綏爾·穆罕默德（Al-Nasir Muhammad）在埃及曾進口及培育阿拉伯馬。

### 分佈至歐洲
於1095年開始的十字軍東征，歐洲人的軍隊侵入了巴勒斯坦，很多騎士將阿拉伯馬視為戰利品帶到歐洲。最早的阿拉伯馬有可能是經西班牙及法國間接地進入歐洲。由於阿拉伯馬在軍事上的優勢，很多歐洲國王開始培養阿拉伯馬，而奧斯曼帝國亦有向這些國家及後來的美洲等地售賣阿拉伯馬。
奧斯曼土耳其人於1522年曾派遣30萬騎兵進攻匈牙利，很多在阿拉伯的襲擊下被俘虜。到了1529年，奧斯曼人到了維也納，但卻被波蘭及匈牙利軍隊所牽制及俘虜。一些阿拉伯馬自此流入了東歐。

### 西歐及中歐

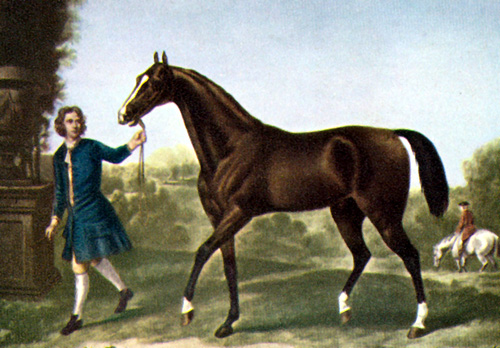
達利阿拉伯馬，是純種馬的創始馬匹。

1732年普魯士成立了皇家的養馬場，原意是要向皇室供應馬匹，但後來卻作了另外一些用途。他們將阿拉伯馬與一些本地的馬匹混種。於1873年，一些英國觀察員發現普魯士的戰騎在耐力遠較英國的戰騎優勝，並對阿拉伯馬有很高的評價。
在其他地方亦相繼的設立阿拉伯馬的養馬場，如匈牙利及德國。在歐洲賽馬上亦引入了阿拉伯馬，尤其是在英國就引入了達利阿拉伯馬、貝里土耳其馬及高多芬阿拉伯馬，牠們都是現今純種馬的創始馬。英皇詹姆士一世於1616年首先引入了一匹阿拉伯馬。另一個著名的例子就是拿破崙所騎乘的阿拉伯戰馬。

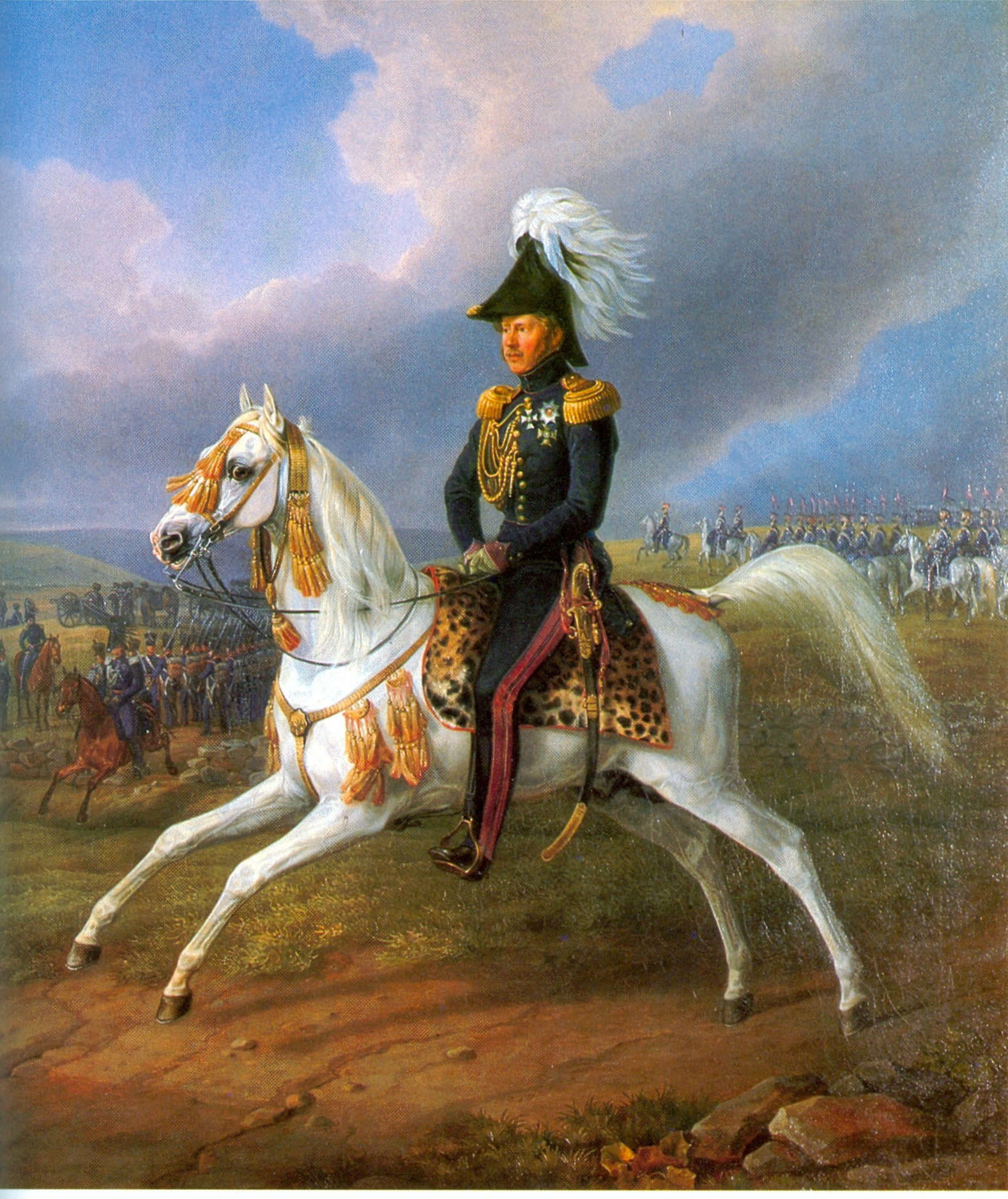
德國威廉一世騎著阿拉伯馬。

由於對阿拉伯馬血統的需求，歐洲各國開始更多的造訪中東。西班牙的伊莎貝拉二世派出特使到沙漠購買阿拉伯馬，接續她的阿方索十二世就從其他歐洲地方引入更多的純種馬。1893年在科爾多瓦成立了軍方的養馬場來培育阿拉伯馬及伊比利亞馬。不過由於戰事的緣故，導致純種阿拉伯馬的數量急遽下降。1800年代，一些人士，如安娜·布朗特（Lady Anne Blunt）等人就開始尋找、培育、進口及出口純種的阿拉伯馬。

### 澳洲
阿拉伯馬是根隨歐洲人移民進入澳洲，包括有純種阿拉伯馬及安達露西雅的西班牙種小馬。根據紀錄，首先進口澳洲的阿拉伯馬是在1788年及1802年間。約於1803年，有商人從印度引進了騮色的阿拉伯馬，並相信是屬於第一代威靈頓公爵的阿瑟·韋爾斯利。到了1804年阿拉伯馬被引入到塔斯曼尼亞。

### 現代戰爭的影響
第一次世界大戰、1917年俄國革命及奧斯曼帝國的沒落，使得很多歐洲的養馬場倒閉，而在俄羅斯的培育計劃亦大部份被終止。那些從戰火中殘留下來的養馬場重新運作，並從中東重新引進沙漠出生的阿拉伯馬。
後來的西班牙內戰及第二次世界大戰對整個歐洲的養馬業造成沉重的打擊。蘇聯及美國在戰後獲得了貴重的純種阿拉伯馬作為戰利品，並發展她們的養馬業。戰後的波蘭、西班牙及德國亦重新發展她們的養馬業。波蘭的養馬場先後被納粹黨及蘇聯所摧毀，但卻仍能在戰後重整及發展出世界聞名的阿拉伯馬品種。1950年代，俄羅斯亦從埃及引入更多阿拉伯馬品種。

### 冷戰之後
雖然冷戰時期鐵幕下只有少量阿拉伯馬出口，但出口至西方國家的品種卻引起世界的關注。東歐及西方國家關係緩和後，於1970年代及1980年代，西歐及美國進口了波蘭及俄羅斯培育的阿拉伯馬。1991年蘇聯的瓦解、埃及的政治穩定及歐盟的成立都鼓趨了阿拉伯馬的國際貿易。世界阿拉伯馬組織（World Arabian Horse Organization）設立有關阿拉伯馬登記的標準。

## 現代品種

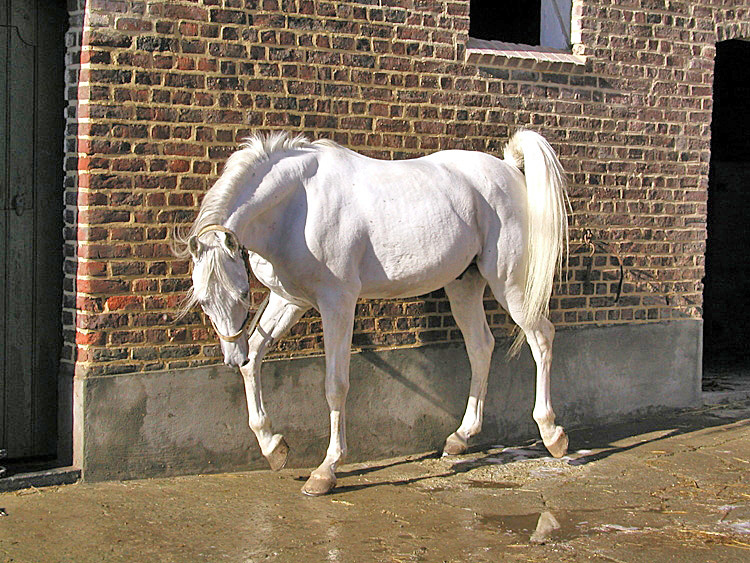
Asil血系的阿拉伯馬。

現今由於阿拉伯馬已經分佈世界各地，牠們不再是以貝都因人血統來分類，而是非正式的以其出產地來分類。著名的種類有波蘭血系、西班牙血系、英國血系、俄羅斯血系及埃及純血。每一個血系都有自己忠實的追隨者，並就阿拉伯馬的價值作出多方面的討論，如其美觀、耐力及體育運動。另外，就著阿拉伯馬的純種問題，亦有不同的見解，有些人會要求基因上純種等。

## 對其他品種的影響
由於沙漠種阿拉伯馬在遺傳上的優勢，差不多所有現今的馬種都受到其影響，當中包括純種馬、奧爾洛夫快步馬、摩根馬、美國騎乘馬、美國四分之一哩賽馬及特雷克納馬等溫血種。阿拉伯馬血系亦對威爾斯小型馬、澳洲種馬、佩爾什馱馬、阿帕盧薩馬及科羅拉多巡邏馬。
現時將阿拉伯馬與其他品種進行混種，以求增強美觀感、耐力及輕盈。在美國半阿拉伯馬有自己的種系，包括盎格魯·阿拉伯馬。一些原先列在半阿拉伯馬中的混種，後來因受歡迎而設立了自己的列表。再者，一些阿拉伯馬及半阿拉伯馬都被包括在溫血種中，如特雷克納馬。
阿拉伯馬對於輕騎種的發展仍有待討論。有指所有現今馴養的馬種的祖先是四個野生原始種之一，但是這卻不能得到證實，有待遺傳學的研究結果。由於中東是古文明的交叉點，且是最早馴養馬匹的地方之一，東方馬從古至今都散佈在亞洲及歐洲等地。故此，對於輕騎是來自阿拉伯馬的混種很少受到質疑。唯一的問題是究竟有多少阿拉伯馬的血統，及於歷史的何時出現。
對於較舊的品種，要追查阿拉伯馬的影響是很困難。例如一項線粒體DNA研究發現，現今伊比利亞半島的安達露西亞馬及北非的柏布馬橫跨了直布羅陀海峽，並互相影響對方。離開本地的馬匹則在羅馬帝國及伊斯蘭入侵時影響著伊比利亞馬的祖先，不過卻很難去追蹤有關的路線資料。雖然這個研究並沒有將安達露西亞馬及柏布馬的線粒體DNA與阿拉伯馬的作出比較，但在其基因中卻發現有像阿拉伯馬的基因。阿拉伯馬及柏布馬在外表上卻很不同，尤其是在尾巴方面，而歷史上亦有阿拉伯馬及柏布馬一同進攻歐洲的紀錄。伊斯蘭於收復失地運動前在西班牙曾培育阿拉伯馬。於1850年、1884年及1885年西班牙進口了阿拉伯馬，用來混種安達露西亞馬。

## 用途
阿拉伯馬在很多馬術的比賽中都佔有優勢，包括賽馬、西部牛仔馬術賽、盛裝舞步、耐力賽、場地障礙賽等。牠們亦可以作為消閒、原野騎乘及牧場工作的馬匹。

## 外部連結
- Arabian Horse Association (USA) （页面存档备份，存于）
- Arabian Horse Breeders Alliance (USA) （页面存档备份，存于）
- Arabian Horse Society of Australia （页面存档备份，存于）
- Argentine Arabian Horse Association
- Weatherbys (UK) Maintainer of the General Stud Book （页面存档备份，存于）
- World Arabian Horse Organisation
- Al Khamsa Organization （页面存档备份，存于）
- CMK Arabians - historical articles
- Frequently asked questions about Arabian horses
- "History of the Australian Colonial Arabian"
- "History of the Egyptian Arabian," The Pyramid Society （页面存档备份，存于）
- "Horse of the Desert Bedouin"
- Korona Polish Arabian Breeders society （页面存档备份，存于）
- Spanish Arabian Horse Society （页面存档备份，存于）
- W.K.Kellogg Arabian Horse Library